# Бахтин, Вениамин Сергеевич
Вениами́н Серге́евич Бахти́н (31 марта 1888, Санкт-Петербург — 17 сентября 1937, Колпашево, Западно-Сибирский край) — русский и советский миколог и фитопатолог, работавший в Санкт-Петербурге, Петрограде, Самаре и Ленинграде.

## Биография
Родился Вениамин Сергеевич Бахтин в Петербурге 31 марта 1888 года. 2 июня 1907 года закончил Пятую С.-Петербургскую гимназию. 2 августа 1907 года Поступил на отделение естественных наук Санкт-Петербургского университета. 3 октября 1909 года вступил в брак со своей ровесницей Екатериной Алексеевной Бибиковой (из старинного дворянского рода Бибиковых). Венчались в Александро-Невской церкви. Окончил университет 17 мая 1913 года и сразу был принят на работу хранителем ботанического кабинета Петербургского Университета. В 1916 году за свои научные открытия по грибковым заболеваниям книг получил звания профессора. С 1916 года по декабрь 1922 года преподавал в Самарском сельскохозяйственном институте в качестве профессора, параллельно занимаясь изучением паразитических грибов, главным образом пероноспоровых, исследованием видового разнообразия грибов Самарской губернии, а также плесеней, поражающих книжную бумагу и прядильные культуры.
В декабре 1922 года всех Бибиковых и Бахтиных выгнали из собственного дома в Самаре, построенного отцом Екатерины Алексеевны (мировым посредником Алексеем Алексеевичем Бибиковым) по адресу: ул. Дворянская (ул. Братьев Коростылёвых), 91. Тогда же вернулся в Петроград вместе со всей семьей: женой, тремя детьми — одиннадцатилетним Львом, семилетней Татьяной, восьмимесячной Надеждой — и своей матерью Надеждой Яковлевной Бахтиной (урожденной Рябковой).
Отец его, Сергей Алексеевич Бахтин, родился в Санкт-Петербурге 15 июня 1858 года, дворянин, статский советник. Участник русско-японской войны 1904—1905 гг. Награждён орденами Святого Станислава 2-й степени и Святой Анны 2-й степени, а также бронзовой медалью для ношения на груди на Владимирской ленте (в память об Отечественной войне 1812 года), медалью Белого Орла для ношения на груди и на ленте, светло-бронзовой медалью в память 300 летия Царствования Дома Романовых и медалью Святого Владимира 4-й степени. Убит 1 октября 1921 года «ленинцами» (убийство заказное). 24 января 1925 года из послужного списка Главпочтамта, где состоял на службе 39 лет Сергей Алексеевич Бахтин, были изъяты метрическое свидетельство от 15 июня 1858 года за № 65 (1 лист) и послужной список государственного деятеля Алексея Николаевича Бахтина, его отца (всего 3 листа).
В начале 1923 года Вениамин Сергеевич работал старшим лаборантом у академика А. А. Ячевского в микологической и фитопатологической лаборатории ВИЗРа и преподавал в Государственном институте опытной агрономии, затем был старшим ассистентом и старшим специалистом в ВИЗРе, а также преподавал в Ленинградском институте прядильных культур и Институте прикладной зоологии и фитопатологии. В 1925 году у Вениамина Сергеевича и Екатерины Алексеевны родился четвёртый ребёнок — Сергей.
В 1928 году профессор В. С. Бахтин дал квалифицированную микологическую характеристику при обследовании Российской Национальной библиотеки в Москве.
Был арестован «сталинистами» ночью 7 февраля 1933 года на своей квартире, в присутствии детей, жены и матери, по сфабрикованному обвинению в участии в Белом движении в ВИЗРе. Приговорён к ссылке на пять лет в посёлок Колпашево Нарымского края, где был назначен агрономом окрземуправления. В июле 1937 года вновь арестован в Колпашево по сфабрикованному обвинению в «участие в эсеровско-монархической повстанческой организации». Расстрелян 17 сентября 1937 года там же.
Реабилитирован в 1958 году.

## Некоторые научные работы
- Бахтин В. С., Шуршин П. И. Некоторые данные о фитофторовых болезнях помидора // Материалы по микологии и фитопатологии. — 1926. — Т. 1. — С. 75—84.

## Некоторые виды грибов, впервые описанные В. С. Бахтиным
- Macrosporium cannabinum Bakhtin & Gutner, 1933
- Stemphylium botryosum Wallr., 1833
- Peronospora tranzscheliana Bakhtin, 1925